# Zona de Janakpur
La Zona de Janakpur fue una de las catorce zonas administrativas en las que se subdividía la República Federal Democrática de Nepal. Limitaba con la frontera con India (en el sur), la frontera con Tíbet (en el norte), la zona de Sagarmatha (en el este) y la zona de Bagmati y la zona de Narayani (en el oeste). La ciudad capital de Janakpur está en Sindhulimadhi Kamalamai.
El nombre de esta zona está relacionado con el rey mitológico Yának y con su capital, Yánakpur, que en la actualidad se encuentra cerca de la frontera con la India. Se trata de una ciudad histórica del hinduismo. Según la mitología hinduista, esta ciudad era la capital del rey Yanaka, padre de Sita, la esposa del dios Rama (hijo de Dashrath, el rey de Aiodhiá). La ciudad se llamaba Mithila Nagari.
Otras ciudades de la zona de Janakpur eran Kamalamai (en Terai interior), Bhimeshwor, Okhaldhunga, Diktel (en la Región de Colina), Bardisbas, Dhalkebar, Jaleshwor, Malangwa y Matihani (en Terai exterior).

## Distritos
La Zona de Janakpur se subdividía en seis distritos:
- Distrito de Dhanusa
- Distrito de Dholkha
- Distrito de Mahottari
- Distrito de Ramechhap
- Distrito de Sarlahi
- Distrito de Sindhuli

## Población
La población de la zona era de 2 557 004 habitantes, y su superficie total era de 9669 km², por lo que su densidad es de 264,5 habitantes por cada kilómetro cuadrado.
- Datos: Q9152
- Multimedia: Janakpur Zone / Q9152